# Praeparatio evangelica
Praeparatio evangelica (lat. "pregătire pentru evanghelie") este o scriere apologetică a lui Eusebiu de Cezareea, dar și o sintagmă teologică creștină prin care se înțelege modul în care au contribuit sau au pregătit diferiți factori istorici și religioși receptarea și difuzarea creștinismului.